# Межэтнические организации

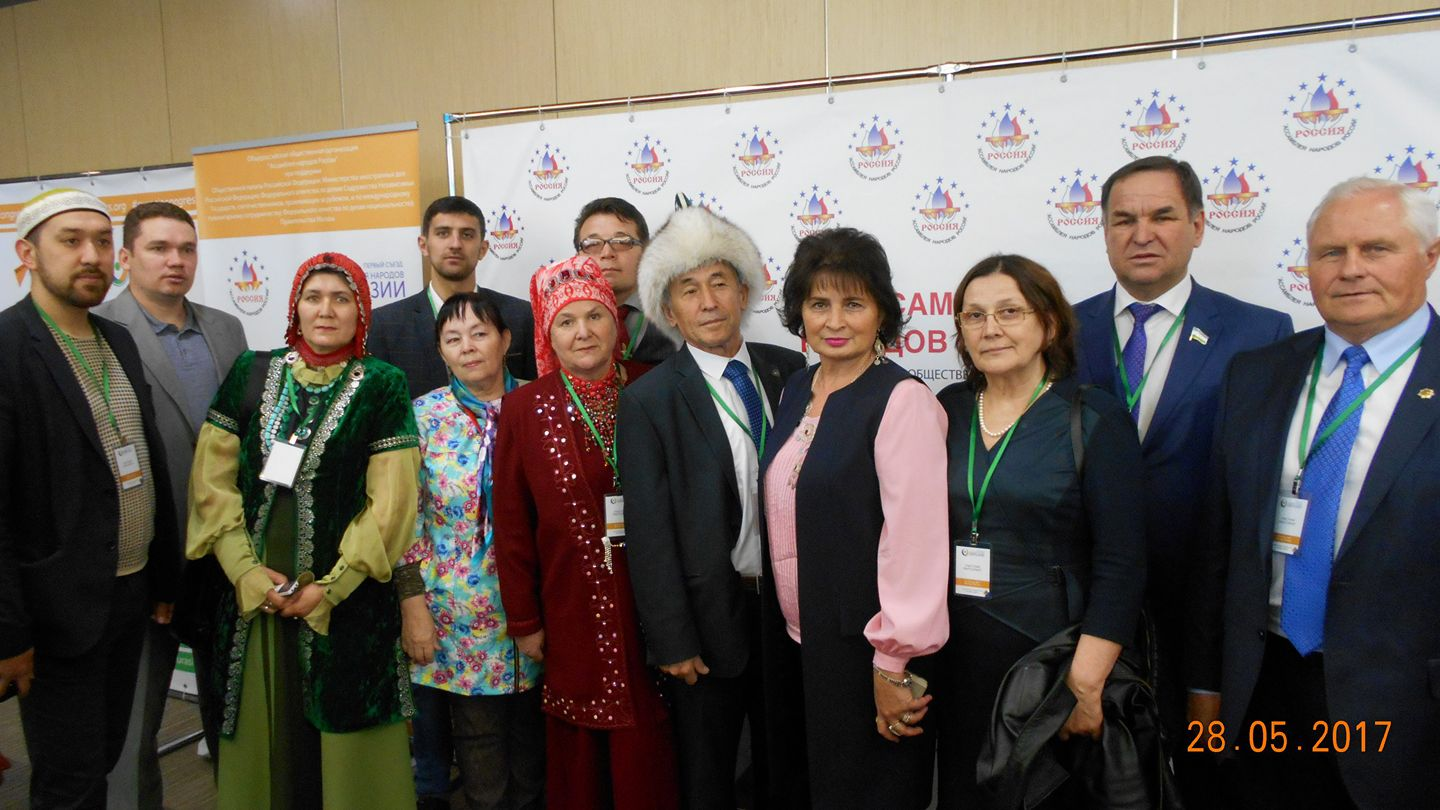
Ассамблея народов России — самая большая неправительственная межнациональная организация в Российской Федерации

Межэтническая организация  (иное название межнациональная организация, англ. Interethnic organization) — это добровольное объединение людей, созданное с целью поощрения диалога и сотрудничества между различными этносами, этническими группами, национальностями, нациями и расами.

## Цель и концепция
В общественных отношениях выделяются переплетенные между собой естественно-групповые и социально-групповые составляющие, преобладающие в определённых ситуациях и вступающие в конфликт. Для преодоления межгрупповых конфликтов важным фактором является личное общение, для которого создаются межэтнические организации на уровне гражданского общества и проводят встречи, спортивные и культурные мероприятия. Межэтнические организации занимаются сближением народов, позволяют включать мигрантов в существующее правовое и этнокультурное поле принимающей их страны.

## История
В 1962 году возникли две первых формально учрежденных межэтнических организации: базирующийся в Бирмингеме Координационный комитет против расовой дискриминации (Coordination Committee Against Racial Discrimination, CCARD) и Конференция афро-азиатско-карибских организаций в Лондоне (Conference of Afro-Asian-Caribbean Organizations, CAACO). Хотя уже в 1871 г. в Гамбии появилась Туземная ассоциация — межэтническая организация с политическими целями, которая много лет боролась за участие африканцев в управлении страной. Так же одна из старейших межэтнических организаций — британская неправительственная организация Международная группа по правам меньшинств.

## Организационные формы
Межэтнические организации иногда создаются прямым указом президента страны, как, например, в 1995 году была создана Ассамблея народов Казахстана.
Зачастую государства поощряют создание и оказывает содействие таким в основном общественным и некоммерческим организациям. Среди таких организаций — Inter-Ethnic Alliance for Peace.
С другой стороны, межэтнические организации создаются малыми этническими группами для защиты своих интересов перед государством. Такие организации, например, работают в Латинской Америке — Конфедерация коренных народов Амазонии и Конфедерации коренных народов Эквадора, как и Международный комитет коренных народов Америки — в Швейцарии.
На работу межэтнических организаций опираются муниципальные дома национальностей и государственные структуры в разработке национальной стратегии. Такую работу, например, ведут Московский дом национальностей и Санкт-Петербургский дом национальных культур в России и Институт-форум по исследованию меньшинств в Словакии.

## Виды деятельности
Организации участвуют в работе государственных советов по разработке предложений по удовлетворению юридических, социально-экономических, политических, учебных и культурных запросов национальных меньшинств, оказывать помощь в сохранении их культурной и этнической идентичности, анализировать действующее законодательство и законодательные инициативы. В ряде случаев межэтнические организации способствовали разрешению межнациональных конфликтов, в частности, в странах, образовавшихся после распада Югославии. Работу межэтнических организаций поощряет ООН.